# Sciophila balderi
Sciophila balderi är en tvåvingeart som beskrevs av Zaitzev och Okland 1994. Sciophila balderi ingår i släktet Sciophila och familjen svampmyggor.
Artens utbredningsområde är Norge. Arten har ej påträffats i Sverige. Inga underarter finns listade i Catalogue of Life.